# Wassili Jewgrafowitsch Samarski-Bychowez
Wassili Jewgrafowitsch Samarski-Bychowez (russisch Васи́лий Евгра́фович Сама́рский-Быховец, wiss. Transliteration Vasilij Evgrafovič Samarskij-Bychovec; * 7. Novemberjul. / 19. November 1807greg. im Gouvernement Tomsk, Russisches Kaiserreich; † 31. Maijul. / 12. Juni 1870greg. in Sankt Petersburg) war ein russischer Bergbauingenieur. Nach ihm wurden das Mineral Samarskit (heute drei verschiedene Minerale, nämlich – je nach Dominanz des entsprechenden Elementes – Samarskit-(Y), Samarskit-(Yb) und Calciosamarskit) und das Element Samarium (Ordnungszahl 62) benannt. Somit ist er die erste Person, nach der ein chemisches Element benannt wurde.

## Leben
Samarski-Bychowez entstammte einer kleinadligen Familie im westsibirischen Gouvernement Tomsk. Er erhielt eine Ausbildung zum Militäringenieur beim lokalen Bergbau-Kadettenkorps, die er 1823 abschloss. Seine militärische Laufbahn begann er in den Kolywan-Woskrosensk-Fabriken und als Aufseher u. a. in der Salair-Mine im Ural. 1828 wurde er nach Sankt Petersburg versetzt, wo er nacheinander Positionen als Mitarbeiter im Kabinett des Zaren, als Sekretär der Bergbaubehörde, als Adjutant und als Stabsoffizier im Korps der Militäringenieure (OIG) bekleidete. 1834 wurde er zum Hauptmann und 1843 zum Oberst befördert. Im darauffolgenden Jahr wurde er Stabschef des Militäringenieurkorps, was er bis 1861 blieb. Währenddessen begann er, an der Staatlichen Bergbau-Universität Sankt Petersburg zu lehren.
1847 war er im Ausschuss des Herzogs von Leuchtenberg an der Ausarbeitung mehrerer Projekte beteiligt, 1852 an den Arbeiten des Komitees zur Entwicklung der Eisenproduktion in Russland und 1853 an den Arbeiten des Ausschusses zur Produktionssteigerung und Verwaltungsreform der Olonets-Fabriken. 1855 wurde er zum Vorsitzenden des Bergbau-Auditoriats ernannt sowie Mitglied des Verwaltungsrates und des wissenschaftlichen Ausschusses der OIG. 1860 wurde Samarski-Bychowez Generalleutnant und 1861 Ratsvorsitzender im Bergbautechnikerkorps (später Bergbaurat) sowie Vorsitzender der Kommission für die Revision der Bergbauordnung. 1862 nahm er drei Monate Urlaub, um in London eine internationale wissenschaftliche Ausstellung zu besuchen. Er starb 1870 als angesehener Offizier mit beachtenswerter Karrierelaufbahn und wurde auf einem orthodoxen Friedhof in Sankt Petersburg beigesetzt. Er hinterließ seine Frau Jekaterina Wladimirowna Samarskaja-Bychowez († 1899) und seinen Sohn Wladimir (1837–1902), der Anwalt und ein Freund des bekannten Schriftstellers Iwan Turgenew wurde.
Samarski-Bychowez erhielt 1835 den Kaiserlich-Königlichen Orden vom Weißen Adler, den Orden des Heiligen Wladimir (1840 dritter und 1849 vierter Klasse) sowie den Sankt-Stanislaus-Orden dritter Klasse.

## Samarium
Samarski-Bychowez war in die Untersuchung von Samarskit und Samarium nicht involviert. Als Bergbauoffizier gewährte er lediglich dem deutschen Mineralogen Gustav Rose Zugang zu schwarzen Gesteins-/Erzproben aus dem Ilmengebirge bei Miass im Südural. Darin fand dieser 1839 ein neues Mineral, das er nach seiner vermuteten von Tantal dominierten Zusammensetzung Uranotantalum nannte (ein weiterer Name war Yttroilmenit). 1846–1847 fand sein Bruder und Kollege Heinrich Rose jedoch heraus, dass es hauptsächlich aus Niob bestand und schlug vor, es umzubenennen: „Ich schlage vor, den Namen Uranotantal in Samarskit zu ändern, zu Ehren von Oberst Samarski, zu dessen Gunsten ich über dieses Mineral alle angegebenen Beobachtungen machen konnte“.
Später wurden mehrere lanthanoide Elemente extrahiert und ein 1879 von Paul Émile Lecoq de Boisbaudran entdecktes wurde nach dem Herkunftsmineral „Samarium“ getauft, womit wieder einmal Wassili Samarski-Bychowez geehrt wurde, der bei dem gesamten Prozess keine wesentliche Rolle gespielt hatte. Somit wurde das erste Mal ein chemisches Element nach einer realen Person benannt.